# Pietro Micca (1877)
«П'єтро Мікка» (італ. Pietro Micca) — торпедний крейсер Королівських ВМС Італії 2-ї половини XIX століття; 

## Історія створення
Крейсер «П'єтро Мікка» був експериментальним кораблем, один з перших торпедних крейсерів у світі. Віце-адмірал Сімоне Антоніо де Сан-Бон (італ. Simone Antonio de Saint-Bon) (на той час міністр флоту) замовив розробку корабля, озброєного торпедами, більшого за тогочасні міноносці. Проєкт розробив Франческо Маттеї (італ. Francesco Mattei).
Корабель був закладений 15 лютого 1875 року на верфі флоту у Венеції. Свою назву отримав на честь італійського військового діяча кінця 17-го століття П'єтро Мікка.
Спущений на воду 1 серпня того ж року, вступив у стрій 3 липня 1877 року.

## Конструкція
Силова установка корабля складалась з 4 парових котлів та однієї парової машини однократного розширення потужністю 571 к.с., яка обертала один гвинт.
Бронювання складалось з палуби товщиною 13-19 мм.
Озброєння - один 406-мм торпедний апарат та 2 кулемети.

## Історія служби
Після вступу корабля у стрій та морських випробувань з'ясувалось, що через форму корпусу корабель не може досягти швидкості у 20 вузлів (ні навіть 17 вузлів, як було розраховано при розробці), а тому не зможе наздоганяти сучасні броненосці. Тому крейсер у 1881 році був виведений в резерв.
7 листопада 1893 року корабель був проданий на злам.